# Lena Lervik

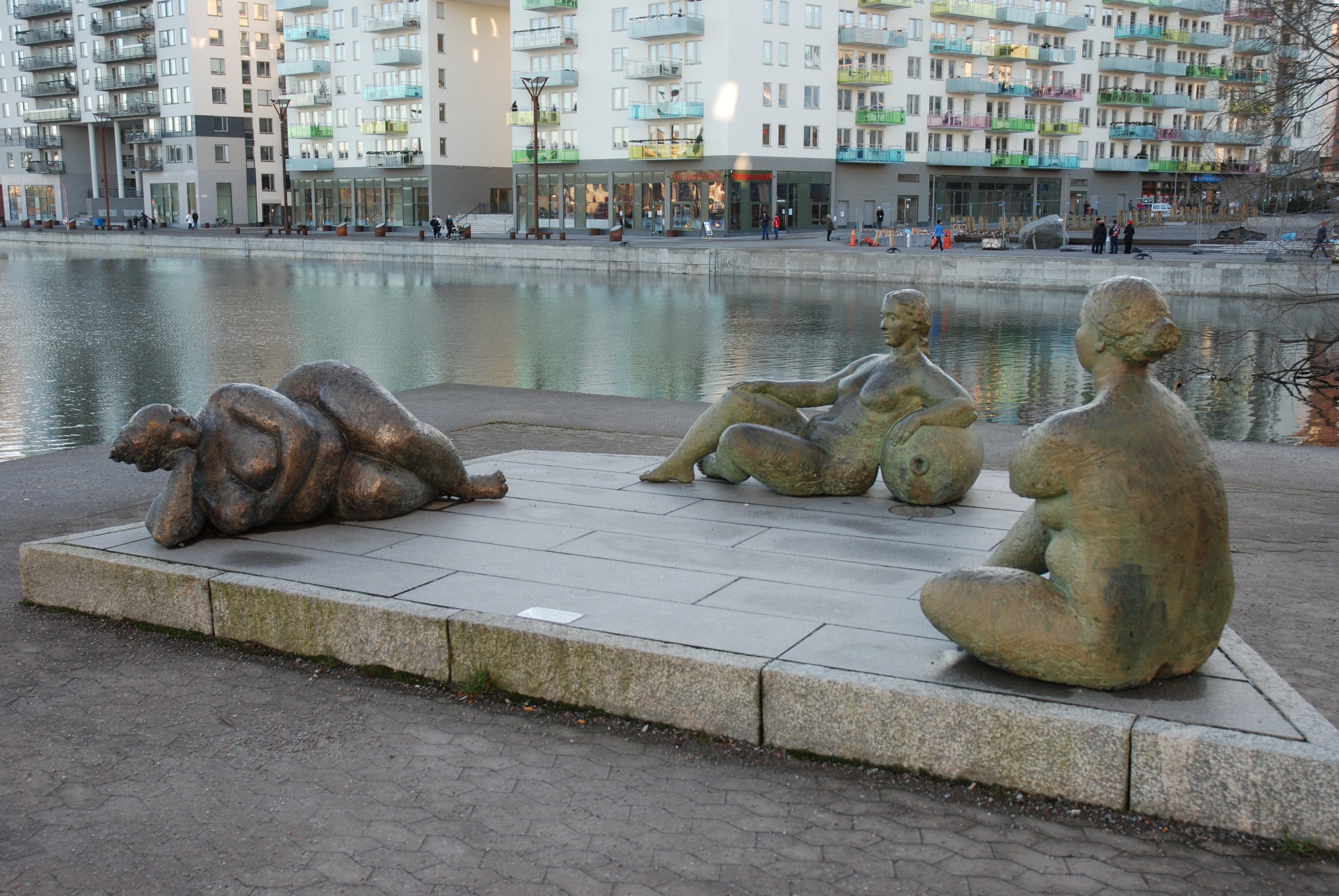
Bronze-Skulpturen von Lena Lervik in Stockholm

Lena Lervik (* 7. April 1940 in Kristianstad, Skåne län) ist eine schwedische Bildhauerin, die vor allem Mutterfiguren aus Bronze gestaltet.

## Leben
Lena Lervik ist mit dem Bildhauer Thomas Qvarsebo in zweiter Ehe verheiratet, mit dem sie einen gemeinsamen Sohn hat. Aus ihrer ersten Ehe hat sie zwei Töchter und einen Sohn.

## Ausbildung
Lervik studierte nacheinander ein Jahr an der École des Beaux-Arts in Genf, zwei Jahre Bildhauerei an der Fakultät der Kunsthochschule, anschließend fünf Jahre Bildhauerkunst sowie ein Jahr grafische Techniken an der Kungliga Konsthögskolan Mejan in Stockholm. Seit 1960 führt sie Bildhauerarbeiten aus und ihre erste Einzelausstellung fand 1976 statt.

## Themenkreis
Das zentrale Thema ihres Schaffens sind Fruchtbarkeit und Mutterschaft; die zentralen Figuren sind Madonnen und Mutter Maria, mythologische Mutterfiguren wie Muttergöttinnen und Fruchtbarkeitsgöttinnen wie auch moderne Mütter. In ihrem Werk verwendet sie sieben Symbole: keimendes Korn, Spirale, Fisch, Taube, Mond, Bienen und Madonna. Von großer Bedeutung ist ihr die Darstellung von Mutter und Kind. In ihren Mutterfiguren symbolisiert sie nach eigenen Angaben die Leben spendende Macht und Sexualität und in ihren Figuren sind Mythen vorgeschichtlicher Zeit vergegenständlicht.
Bewusst formt sie ihre Skulpturen in stark betonten weiblichen Formen und setzt sie gegen die „anorektischen Schönheitsideale unserer Zeit“. Lena Lervik ist in der Lage ihren Mutterfiguren einen Gesichtsausdruck zu geben, der ihre Würde und ihre Gefühle wiedergibt. In den Gesichtern ihrer Mutterfiguren drückt sich Leid, Duldsamkeit und Liebe aus. Sie zeigen eine Klarheit und Leichtigkeit, die sich in einer leicht verständlichen Sprache ihren Betrachtern mitteilen.
Ihre Skulpturen führt sie vor allem in Bronze aber auch in Keramik und als so genannte Gras-Sculpturen (Pflanzen-Skulpturen) aus.
In der Ausstellung Lena Lervik Retrospektive vom 1. Dezember 2007 bis 13. Januar 2008 kam es zu einem Besucherrekord mit mehr als 10.000 Besuchern.
Sie lebt und arbeitet seit mehr als 30 Jahren in Stockholm.

## Werke (Auswahl)
- Schutzmantelmadonna (1985), Åmotfors-Kirche in Åmotfors
- Schutzmantelmadonna (1989), Båstad
- Die große Mutter (1991, Pflanzenskulptur)[6], Reslagargatan in Stockholm
- Frej und Freja (1992), Stadtbibliothek in Kristianstad
- Flickoma in Småland (1992), Ljungby
- Borstahusgummen (1994), Landskrona
- Maria Jugoslawien (1995), Kapelle der Engelbrektskyrkan in Stockholm
- Stella Maris (1996), Universitätsklinik Karolinska in Stockholm
- Liegende Venus (1997), Skulpturenpark Kaptensgården der Kunsthalle Landskrona in Landskrona
- Amalia, polkagrisens moder (1997, „Amalia, die Mutter des Polkagris“, einer Süßigkeit), Södrapark in Gränna
- Terra Mater (1998), Eggeby-Kulturhof, Rinkeby-Kista, Stockholm
- Schutzmantelmadonna (2001), Framtidsdalen in Borlänge
- Josef und Maria (2002), Nikolaikirche in Stockholm
- Eine vergessene Erzählung (2003), Liljeholmen in Stockholm

## Fotogalerie

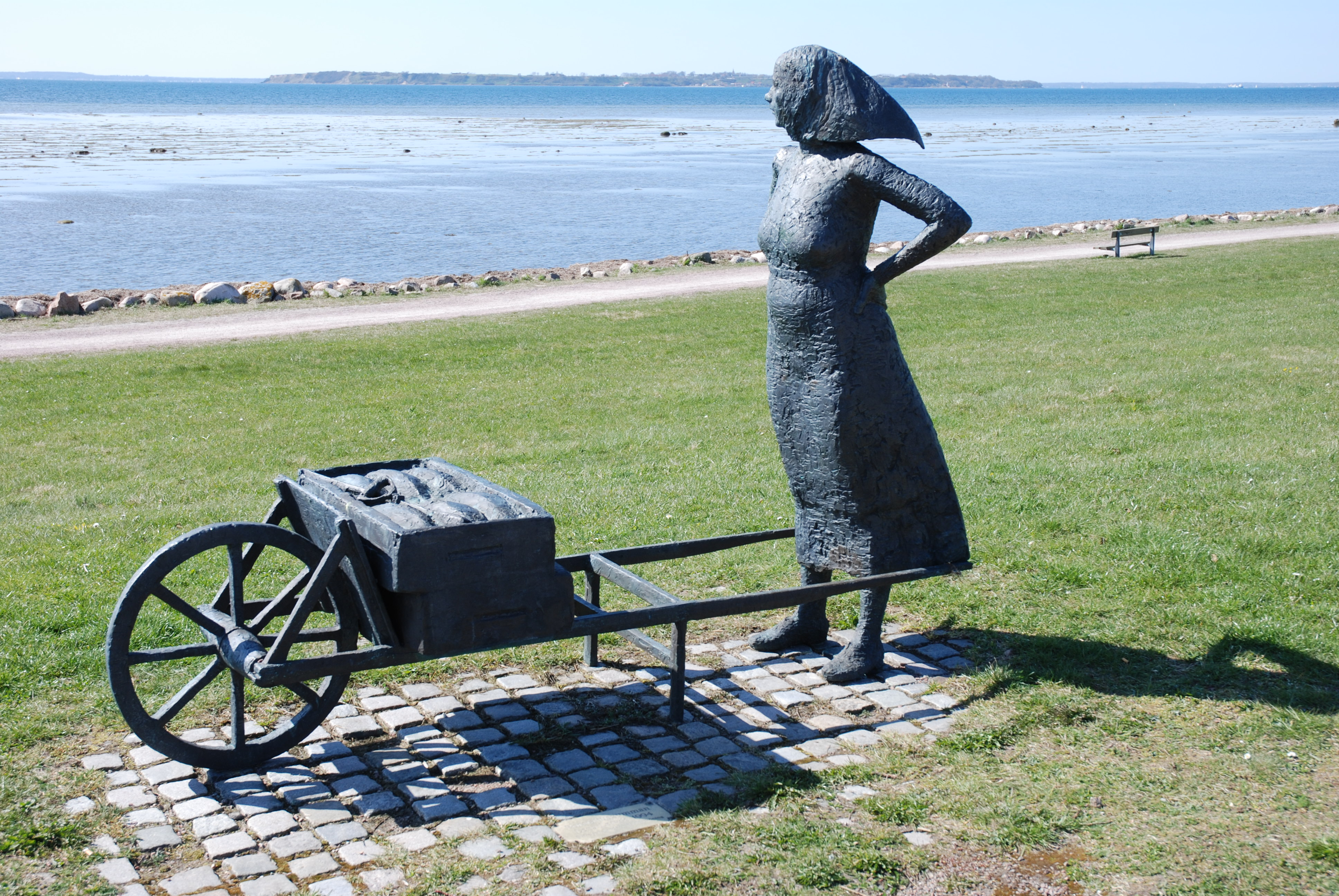
Borstahusgumman (1994)
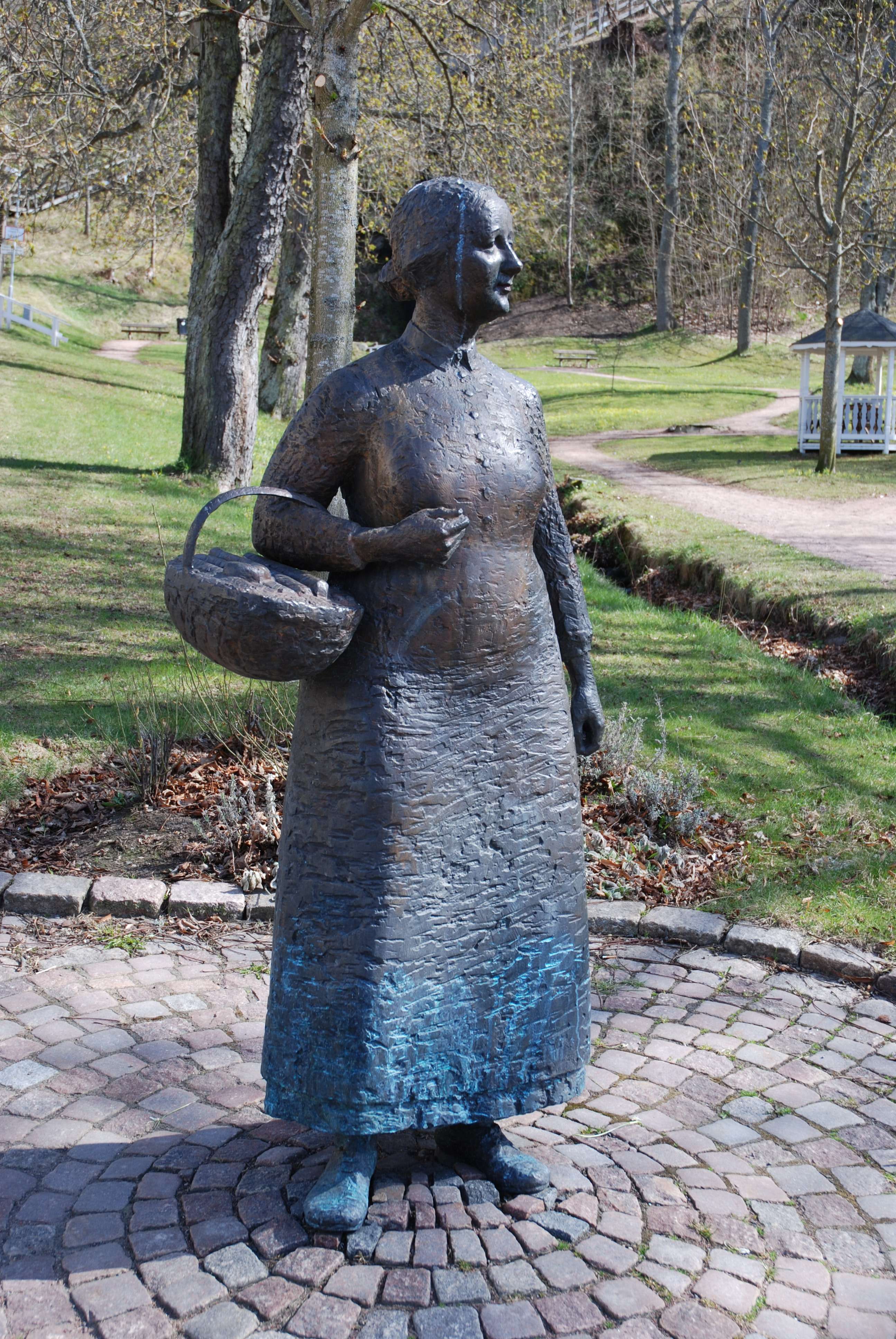
Amalia Eriksson (1997)
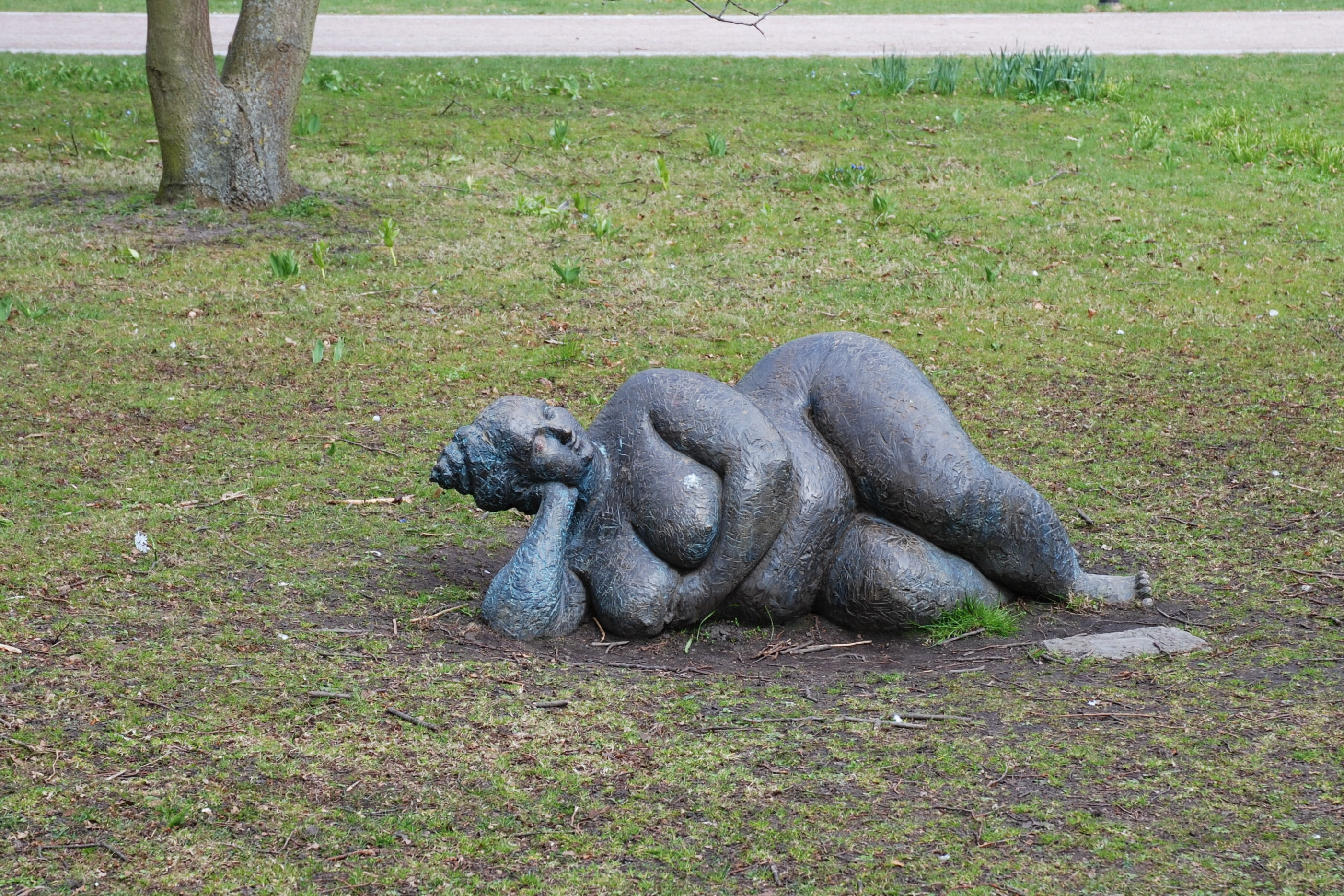
Venus in Landskrona